# جيمس إدوارد ألين جيبس
جيمس إدوارد ألين جيبس (بالإنجليزية: James Edward Allen Gibbs)‏ هو مهندس أمريكي، ولد في 1829، وتوفي في 1902.